# Ælfwald
Ælfwald (auch  Alfwold, Aelfwald, Ælfwaldus oder Aelbwald) ist ein angelsächsischer männlicher Vorname.

## Bedeutung
Der Name ist aus den Elementen Ælf- (=„Elfe“) und -wald (=„walten, herrschen“) zusammengesetzt.

## Namensträger
- Ælfwald (East Anglia), König von East Anglia (713–749)
- Ælfwald (Sussex), König von Sussex (um 765)
- Ælfwald I., König von Northumbria (778/779–788)
- Ælfwald II., König von Northumbria (806?–808?)
- Ælfwald I. (Crediton), Bischof von Crediton (953–972)
- Ælfwald II. (Crediton), Bischof von Crediton (um 985-um 988)
- Ælfwald III. (Crediton), Bischof von Crediton (um 988-um 1012)
- Ælfwald I. (Sherborne), Bischof von Sherborne (um 960–978)
- Ælfwald II. (Sherborne), Bischof von Sherborne († 1058)